# Herman Rebhan
Herman Rebhan (2 oktober 1920 - Washington, 16 december 2006) was een Duits-Amerikaans syndicalist.

## Levensloop
Rebhan groeide op te Keulen en was tijdens zijn jeugd actief in de Zionistische sozialdemokratische Jugendorganisation. In 1938, op 18-jarige leeftijd, migreerde hij naar de Verenigde Staten omwille van de Joden-vervolging door de Nazi's in zijn moederland. Vervolgens kwam zijn familie over en ze vestigden zich in Cleveland in de staat Ohio. Hierop volgend verkreeg hij het Amerikaans staatsburgerschap en kort daarop volgend ging hij aan de slag in een bedrijf dat enveloppes printte, alwaar hij syndicaal actief werd voor de CIO-vakcentrale Paper Workers Union.
Omstreeks 1940 verhuisde het gezin naar Chicago, een jaar later huwde hij. Nog een jaar later ging hij aldaar aan de slag in de Dodge Plant van de Chrysler Corporation. Tevens werd hij syndicaal actief voor de United Auto Workers (UAW). Na de Tweede Wereldoorlog werd hij werkzaam bij Electromotive, alwaar hij eveneens syndicaal actief was. Hieropvolgend ging hij in dienst bij een lokale vakbond en omstreeks 1958-1959 bij de UAW.
In 1966 werd hij aangesteld als coördinator van het 'World Auto Council Department' van de Internationale Metaalbond (IMB) te Geneve, een functie die hij uitoefende tot 1969. Vervolgens keerde hij terug naar de UAW, alwaar hij aan de slag ging op het internationaal departement, hiervan was hij van 1972 tot 1974 directeur in opvolging van Victor Reuther. In datzelfde jaar werd hij aangesteld als algemeen secretaris van de Internationale Metaalbond (IMB) in opvolging van Ivar Norén, een functie die hij uitoefende tot zijn pensioen in 1989. Hij werd in deze hoedanigheid opgevolgd door Marcello Malentacchi.
Hij overleed in het 'Washington Home nursing unit' ten gevolge van complicaties van Lewy-body-dementie.